# Хотинка (притока Хотини)
Хотинка (словац. Chotinka) — річка; притока Хотини, протікає в округах Топольчани і Бановці-над-Бебравою.
Довжина приблизно 6.5 км. Витік знаходиться в Повазькому Іновці (геоморфологічна підодиниця Високий Іновець) на висоти приблизно 775—780 метрів.
Протікає територією сіл Подградіє і Златники. Впадає в Хотину на висоті близько 320 метрів.